# Sontheim an der Brenz
Sontheim an der Brenz – miejscowość i gmina w Niemczech, w kraju związkowym Badenia-Wirtembergia, w rejencji Stuttgart, w regionie Ostwürttemberg, w powiecie Heidenheim, siedziba związku gmin Sontheim-Niederstotzingen. Leży w Jurze Szwabskiej, nad rzeką Brenz, ok. 20 km na południowy wschód od Heidenheim an der Brenz, przy granicy z Bawarią.